# Horst Wessel
Horst Ludwig Wessel (ur. 9 października 1907 w Bielefeld, zm. 23 lutego 1930 w Berlinie) – niemiecki nazista, SA-Sturmführer i autor tekstu do pieśni Horst-Wessel-Lied, która wkrótce po mordzie dokonanym na autorze została oficjalnym hymnem partyjnym NSDAP i w latach 1933–1945 była śpiewana jako nieoficjalny hymn zamiast hymnu państwowego.

## Życiorys
Wessel urodził się w Bielefeld w Westfalii w Niemczech jako syn luterańskiego pastora dra Wilhelma Ludwiga Georga Wessela i jego małżonki Margarety (z d. Richter).
W 1913 przeprowadził się z rodziną do Berlina. Chociaż później był przedstawiany przez przeciwników jako niepiśmienny bandyta, Wessel ukończył Volksschule des Köllnischen Gymnasiums (szkoła podstawowa), potem uczęszczał do gimnazjum w Königstadt, a w ostatnim roku do gimnazjum w Luisenstadt, gdzie zdał maturę.
Horst Wessel, którego ojciec był zwolennikiem konserwatywnej Deutschnationale Volkspartei (DNVP), był politycznie aktywny od wczesnego wieku. Od 1923 był członkiem organizacji „Bismarck-Bund”, związku młodzieży prawicowo-konserwatywnej partii DNVP. Niebawem został miejscowym liderem i brał udział w ulicznych walkach z młodzieżą socjaldemokratów i komunistów. W tym samym roku wstąpił do prawicowo ekstremalnego związku „Wiking-Bund” pod przewodnictwem byłego oficera marynarki Hermanna Ehrhardta, który to związek był ideowym następcą zakazanej w 1922 organizacji „Organisation Consul”.
W kwietniu 1926 Wessel zaczął studia prawnicze na berlińskim Friedrich-Wilhelm Universität (obecnie Humboldt Universität). Został członkiem korporacji studenckiej Corps Normannia w Berlinie i Corps Alemannia w Wiedniu. Po zakazie działalności organizacji „Wiking-Bund” wstąpił do SA oraz do NSDAP. Jego zadania polegały głównie na obchodzeniu barów i kawiarni wokół Alexanderplatz i pozyskiwaniu nowych sympatyków oraz członków do wymienionych organizacji i tworzeniu grup młodzieżowej organizacji Hitlerjugend.
Kiedy w styczniu 1928 władze miejskie Berlina, usiłując ukrócić potyczki uliczne zakazały działania SA, Wessel, którego dostrzegł sam Joseph Goebbels, został wysłany do Wiednia w celu organizowania tam ruchu młodych nazistów. Po powrocie do Niemiec organizował brutalne ataki na działaczy robotniczych, w tym na kwaterę główną partii komunistycznej w dzielnicy Friedrichshain w Berlinie.
W październiku 1928 Wessel przerwał po czterech semestrach swoje studia prawnicze i poświęcił się zupełnie ruchowi nazistowskiemu w służbie SA. Utrzymywał się z prac dorywczych, pracując między innymi jako taksówkarz i jako kopacz przy budowie metra. Ze względu na swe zdolności organizatorskie i oratorskie oraz swą jawną gotowość do przemocy, stał się wkrótce najbardziej znanym nacjonalistycznym agitatorem w Berlinie.
Wessel był uzdolniony muzycznie. Grał na oboju, założył kapelę SA, która grała podczas parad i spotkań SA i przyciągała nowych zwolenników. Na początku 1929 gazeta NSDAP „Der Angriff” (pol. „Atak”) wydawana przez berlińskiego gauleitera (szefa okręgu partyjnego) Josepha Goebbelsa, opublikowała wiersz Wessela pod tytułem Der Unbekannte SA-Mann (Nieznany SA-man), który później z ludową melodią znany był jako Horst-Wessel-Lied.
Od 1 maja 1929 jako „Truppführer” organizował pracę SA w berlińskiej dzielnicy Friedrichshain. W tym robotniczym rejonie żyło wielu komunistów, członków Komunistycznej Partii Niemiec, z którymi SA ścierała się w potyczkach ulicznych. Wessel poznał osiemnastoletnią prostytutkę Ernę Jänicke, która pod jego wpływem porzuciła prostytucję. Komuniści bezpodstawnie wskazywali Wessela jako sutenera. We wrześniu 1929 Horst i Erna zamieszkali wspólnie.
14 stycznia 1930 roku miała miejsce gwałtowna kłótnia (o niezapłacony czynsz) między Erną Jänicke a wynajmującą jej mieszkanie panią Salm, wdową po członku KPD. Salm zwróciła się o interwencję do lokalnych komunistów. Wieczorem tego dnia ktoś zapukał do drzwi. Wessel otworzył. Napastnik Albrecht Höhler (1898–1933), członek organizacji Roter Frontkämpferbund (RFB) strzelił Wesselowi w twarz z pistoletu Parabellum kal. 9 mm. Ranny został przewieziony do szpitala, ale zmarł tam 23 lutego 1930.
KPD stanowczo odrzucała jakąkolwiek winę za to przestępstwo i twierdziła, że chodziło tu tylko o prywatny spór pomiędzy wynajmującą i najemcami. Można również przypuszczać, że doszło do rewanżu komunistów na Wesselu, ponieważ tego samego dnia kilka godzin przedtem został zamordowany przez SA-manów 17-letni komunista Camillo Ross, w co mógł być zamieszany Wessel jako dowódca SA i znana osobistość miejscowego NSDAP.
Wielokrotnie przedtem karany Albrecht Höhler i jego kompani zostali wkrótce po napadzie aresztowani. Höhler został za to przestępstwo skazany na 6 lat i miesiąc więzienia. Pozostali otrzymali kary w zawieszeniu. Po przejęciu władzy przez nazistów w 1933 Höhler został podczas transportu więźniów przez SA-manów odprowadzony i rozstrzelany.
Natychmiast po śmierci Wessela Joseph Goebbels, szef nazistowskiej propagandy, ogłosił Horsta Wessela męczennikiem za narodowy socjalizm. Wśród jego zasług podnoszono między innymi, że miał jakoby wyciągnąć Ernę Jänicken z prostytucji przez wciągnięcie jej do partii nazistowskiej. Komuniści z kolei przedstawiali obraz Wessela jako sutenera. Wesselowi urządzono uroczysty pogrzeb, przerwany przez komunistów, którzy zaatakowali procesję kamieniami. To na tym pogrzebie po raz pierwszy publicznie odśpiewano Horst-Wessel-Lied. W pogrzebie Wessela wzięło udział 30 000 ludzi, w tym August Wilhelm Hohenzollern, syn ostatniego niemieckiego cesarza Wilhelma II.
Naziści jeszcze przed dojściem do władzy uczynili z Wessela swego męczennika i wykorzystali go do celów propagandowych. Stał się bohaterem SA. Pieśń Die Fahne hoch (Horst-Wessel-Lied) była, zaraz po oficjalnym hymnie Niemiec Das Lied der Deutschen (Deutschland, Deutschland über alles), najczęściej śpiewaną pieśnią na uroczystościach państwowych. Po przejęciu władzy przez nazistów dzielnica Berlina Friedrichshain została przemianowana na Horst-Wessel-Stadt i nosiła tę nazwę do 1945 r. Szpital, w którym zmarł Wessel, został również nazwany jego imieniem. Bülowplatz w Berlinie, tamtejsza stacja metra, 18. ochotnicza dywizja grenadierów pancernych Waffen-SS, szkoły i wiele innych zostało przemianowanych na cześć Wessela. Znany pisarz Hanns Heinz Ewers napisał powieść Horst Wessel wydaną w Stuttgarcie w 1932. Jego imieniem nazwano także trójmasztowy bark, który został zbudowany w 1936 roku w Hamburgu jako szkolny okręt Niemieckiej Marynarki Wojennej. Po II wojnie statek przejęła Straż Wybrzeża Stanów Zjednoczonych (ang. United States Coast Guard – USCG), pod banderą której pływa pod nazwą USCGC Eagle.